# 비는 사랑을 타고
"비는 사랑을 타고"는 1994년에 개봉한 대한민국의 영화이다.

## 캐스팅
- 김호진 : 왕범수 역
- 신은경 : 팽영미 역
- 공형진 : 카사노바 역
- 박지혜 : 은정 역
- 윤일봉 : 왕 사장 역
- 홍성민 : 한 박사 역
- 선우용여 : 문 여사 역
- 한상미 : 심 여사 역
- 이상은 : 미라 역
- 칼 아이슬랜드 : 토마스 교수 역
- 김인문 : 아저씨 역
- 안진수 : 의사 역
- 조학자 : 여성학교수 역
- 이석구 : 운전기사 역
- 홍충길 : 슈퍼주인 역